# Aeromys
Aeromys Robinson e Kloss, 1915 è un genere di roditori della famiglia degli Sciuridi che comprende due specie di scoiattoli volanti originarie del Sud-est asiatico, note collettivamente come scoiattoli volanti neri maggiori.

## Descrizione
Il corpo degli Aeromys misura 25,5-42,6 cm e la coda 28-52,7 cm; il peso varia dai 1128-1250 g di A. tephromelas ai 1380-1490 g di A. thomasi. Le regioni superiori sono di colore variabile dal marrone scuro al nero, mentre quelle inferiori sono ricoperte di peli marrone-grigiastri. Almeno una forma presenta una macchia rossastra che spicca nettamente sul manto scuro. La coda, lunga, sottile e cilindrica, è generalmente dello stesso colore del dorso. Le guance sono prive di vibrisse, le orecchie hanno medie dimensioni e il patagio, oltre a essere collegato ai piedi, continua fino a raggiungere gli avambracci, il collo, le zampe posteriori e la coda.

## Distribuzione e habitat
Entrambe le specie vivono nelle foreste pluviali, ma mentre il più diffuso scoiattolo volante nero abita nella penisola malese, a Sumatra e nel Borneo, lo scoiattolo volante di Thomas vive solamente nel Borneo.

## Biologia
Questi scoiattoli volanti abitano le foreste primarie o le radure con pochi alberi di grandi dimensioni. Sono prevalentemente notturni, e trascorrono il giorno dormendo raggomitolati nelle cavità degli alberi poste a grande altezza, dalle quali escono fuori solo al crepuscolo. Durante la notte si aggirano tra la volta degli alberi alla ricerca di frutta, noci, foglie, e probabilmente di alcuni insetti. Le abitudini riproduttive sono sconosciute, ma una femmina di A. tephromelas è stata vista in compagnia di un unico piccolo.

## Tassonomia
Il genere comprende le seguenti specie:
- Aeromys tephromelas (Günther, 1873) - scoiattolo volante nero;
- Aeromys thomasi (Hose, 1900) - scoiattolo volante di Thomas.

## Conservazione
Entrambe le specie che costituiscono questo genere sono piuttosto sconosciute, e la IUCN le inserisce entrambe tra quelle a status indeterminato.